# Amp Smit

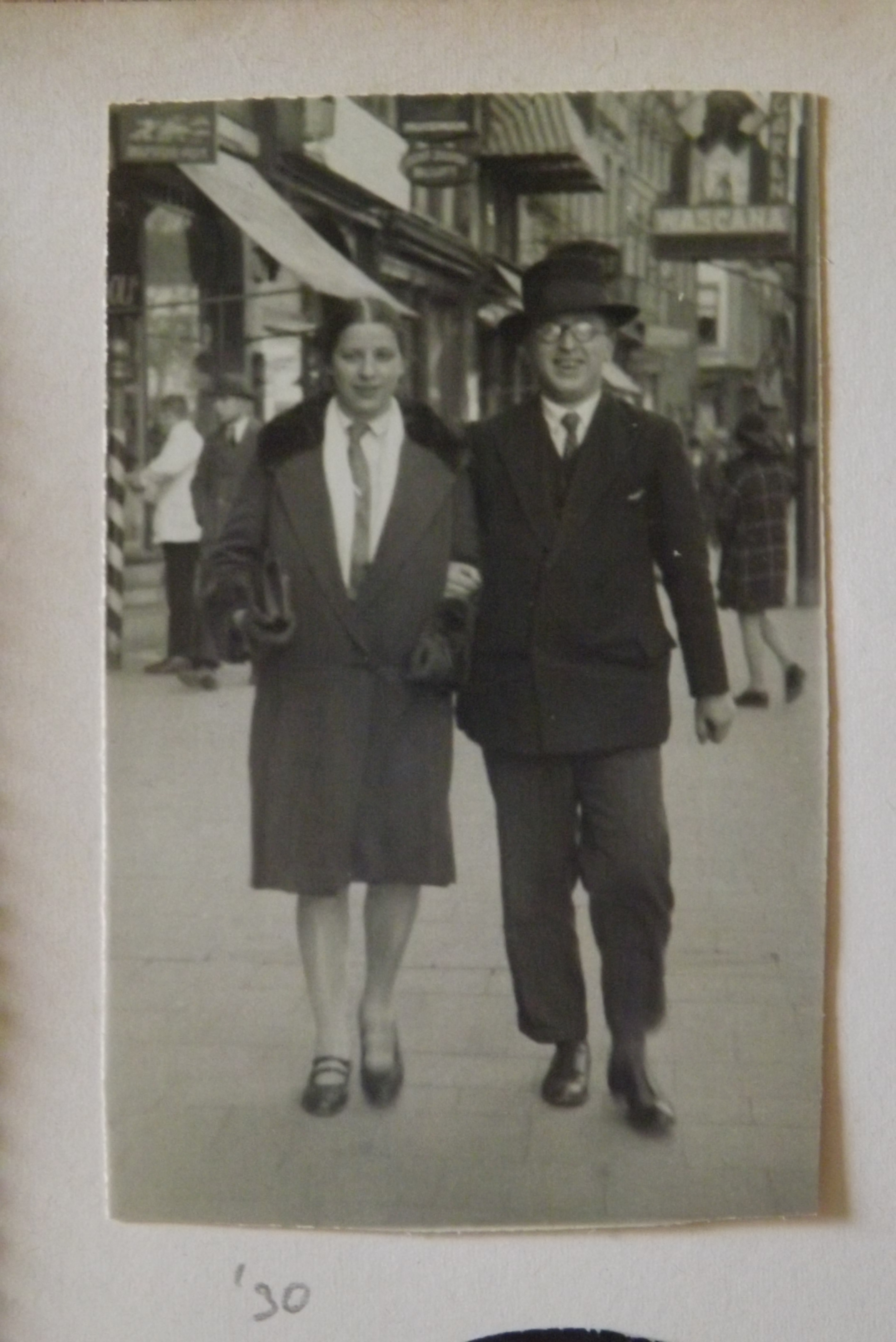
Amp Smit en Gretchen Weese in Utrecht (1930)

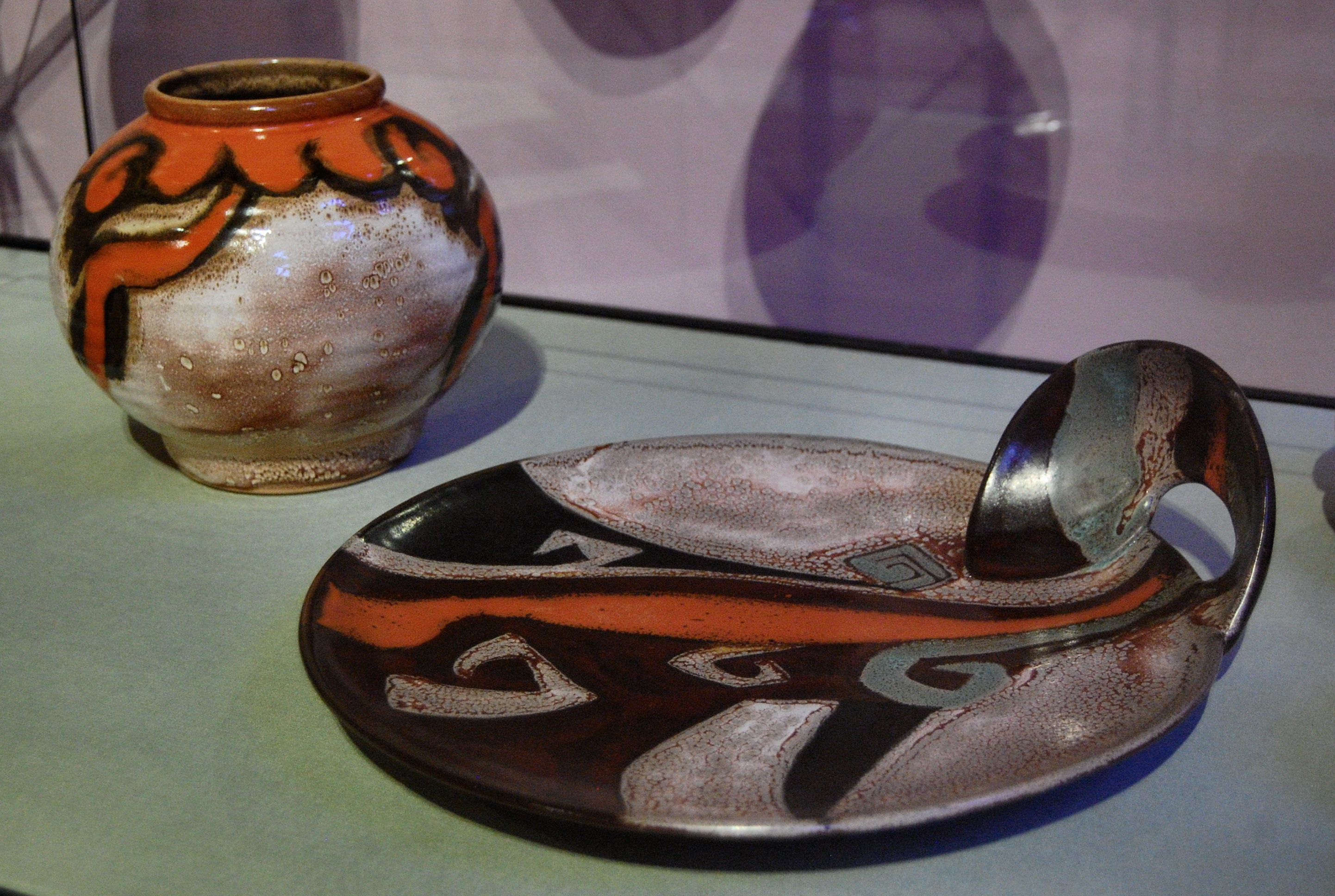
Schaal en vaas

Antonie Theodorus (Amp) Smit (Utrecht, 6 mei 1903 – Amsterdam, 25 maart 1976) was een Nederlands kunstenaar. Smit begon als tekenaar en decorateur, maar richtte zich ook op andere vormen van kunst en ontwerp, en was keramist, grafisch ontwerper, wandschilder, beeldhouwer, emailleur, olieverfschilder, houtskooltekenaar en aquarellist.

## Levensloop

### Jeugd en studie
Smits vader, Anton Smit, was tekenleraar, leidde een schildersbedrijf en werkte als vaste winkeldecorateur bij de firma De Gruyter. Smit volgde een opleiding aan de Kunstnijverheidsschool in Utrecht en het Instituut Piersma, de Lerarenopleiding voor Lagere en Middelbare Aktes voor Hand- en Decoratief Tekenen in Amsterdam. Hij vervolgde zijn opleiding op de Rijksakademie van beeldende kunsten (1920-1922) ook in Amsterdam, waar hij in contact kwam met de directeur, Antoon Derkinderen, die hem zeer zou inspireren. Hij volgde er tevens lessen kostuumleer.

### Carrière tot 1930
Smit liet zich in de periode tot 1930 inspireren door uiteenlopende personen, kunstvormen en nijverheid. Behalve door Derkinderen werd hij beïnvloed door Jan Toorop, Willem van Konijnenburg en R.N. Roland Holst. Daarnaast was hij bevriend met de onderwijshervormer Kees Boeke en had hij belangstelling voor esoterische stromingen als de theosofie. Van Krishnamurti nam hij het motto 'Eenvoud is onuitputtelijk' over, wat hem ertoe aanzette als onderwerp 'de mens in al zijn dagelijkse bezigheden' als thema te kiezen en leidde tot een enorme productie.
Smit voelde zich verder verwant met de Amsterdamse school, hetgeen tot uiting kwam in zijn grafisch werk. Vanwege zijn interesse in klederdrachten besloot hij een studiereis naar Spakenburg te maken. Hij portretteerde daar veel inwoners, veelal vissers, in houtskool. Met de opbrengsten van dit werk op de tentoonstelling in 'Kunstliefde' te Utrecht financierde hij zijn studiereizen naar het buitenland.
Hij kreeg geregeld opdrachten voor De Gruyter, onder meer voor tegeltableaus, en ontwierp daarnaast glas-in-loodramen. De ontwerpen voor de wanden van Hotel de l'Europe aan de Vreedenburg te Utrecht die hij maakte in 1928 sprankelden van exotisme en hadden een esoterische en erotische ondertoon.
Smit werkte en studeerde enige tijd in Parijs en Antwerpen en later in Berlijn, waar hij zich inschreef aan de Kunstakademie Am Knie. Hij werkte er aan muurschilderingen, deels als reclame-uiting. In 1929 vestigde hij zich met zijn vrouw Gretchen Weese in Reewijk. Hij ontwierp dat jaar glas-in-loodramen voor hotel Krasnapolsky en werkte hij als schilder in theater Tuschinski.

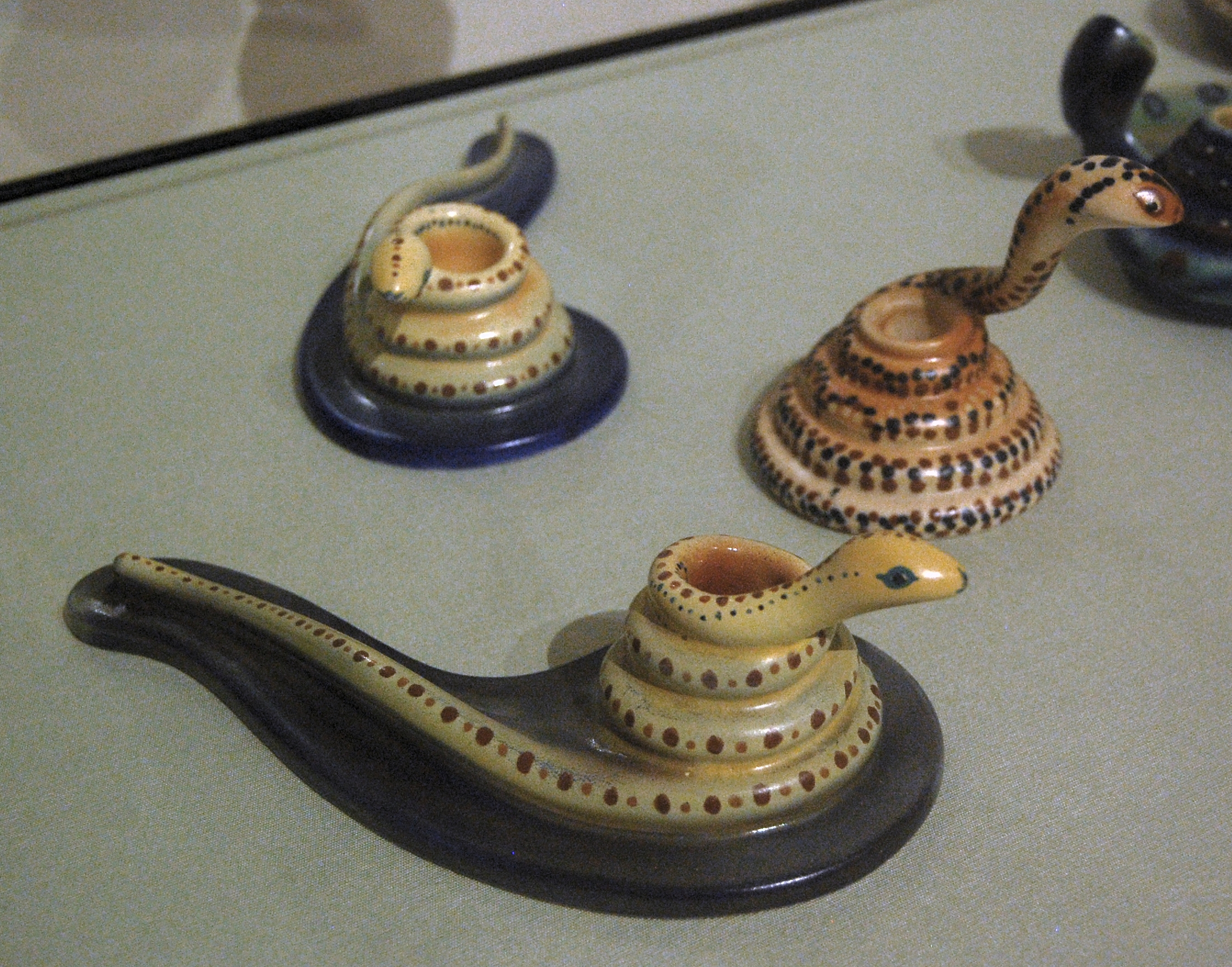
Slangenkandelaars

Op aanraden van zijn vader zocht hij vast werk en dit vond hij op de ontwerpafdeling van de Goudse Plateelbakkerij Zuid-Holland. Op bestaande modellen paste hij verschillende technieken uit het decorateursvak toe. Hij gebruikte sjablonen in combinatie met spuit- en spatwerk. De decoraties zijn het best te omschrijven als abstract, mystiek maar ook ritmisch. De korte tijd dat hij werkzaam was in de fabriek (maart 1929 - oktober 1930) waren een creatieve explosie. Hij ontwierp ook zelf vazen, kandelaars en sculpturen en ontwierp en schilderde patronen. Smit is waarschijnlijk het meest beroemd geworden door zijn slangenkandelaars. Van de kleine versie zijn honderden gemaakt. Voor enkele van de sculpturen stond zijn vrouw Gretchen model. De meesten daarvan zijn met witte glazuur uitgevoerd. Door de crisis moest hij vertrekken bij het bedrijf. Na zijn vertrek werden zijn modellen nog lange tijd geproduceerd.

### Ontwikkeling na 1930
Na zijn ontslag bij Plateelbakkerij Zuid-Holland woonde Smit met zijn vrouw en zoon Antonie Gunther in Bilthoven. Hij voerde veel portretopdrachten uit, gaf tekenles en modelleerde. Uiteindelijk verhuisde hij in 1939 naar Amsterdam.
Gedurende de Tweede Wereldoorlog weigerde hij zich in te schrijven bij de Kultuurkamer, wat het nationaalsocialistische regime verplicht stelde voor beroepskunstenaars. In de oorlogsjaren werkte hij als reclameontwerper en etaleur bij de levensmiddelenfirma Zijlstra in Amsterdam.
Door de oorlog begon Smit bij gebrek aan een atelier thuis met het emailleren van siervoorwerpen en plaquettes. Incidenteel werkte hij als typograaf. Ook maakte hij houtskooltekeningen op krantenpapier. In 1948 huurde hij een atelier in de Van der Hoopstraat en begon hij met olieverf te schilderen. Hij trainde zichzelf om met zijn linkerhand te schilderen, omdat zijn rechterhand te zeer ging beven door de ziekte van Parkinson. Hierdoor ontstond een andere stijl, waarbij hij werd geïnspireerd door onder anderen Pablo Picasso, Marc Chagall en Fernand Léger. Ook maakte hij kleine aquarellen die via Amsterdamse kunsthandels werden verkocht.
In 1956 won hij de eerste prijs voor de schilderkunst ter gelegenheid van het tienjarig bestaan van het Unesco Centrum Nederland.
Tot zijn dood in 1976 bleef Smit beroepskunstenaar.

## Tentoonstellingen
Smit exposeerde onder meer via de kunstenaarsverenigingen Arti et Amicitiae, De Onafhankelijken, De Stuwing, en Sint Lucas, waar hij lid van was.
- Vanaf 1950 - Arti et Amicitiae, Amsterdam
- 1952 - Arti; Nobelstraat 27, Utrecht
- 1956 - Oudemanhuispoort, Leiden
- 1957 - De Kelder, Hilversum
- 1957 - Lustrum studentenvereniging Catena, Leiden
- 1959 - De Groene Fles, Almelo
- 1960 - Guildhall Galaries, Chicago
- 1967 - Gemeentehuis, Weesp
- 1970 - Architect Zandstra, Amsterdam
- 1975 - Museum 't Coopmanshuys, Franeker
- 2016 - Museum Gouda[6]
- Talloze groepstentoonstellingen van onder andere Arti et Amicitiae, St. Lucas, De Stuwing en De Onafhankelijken

- Biografisch Portaal: 36116206
- International Standard Name Identifier: 0000 0003 9127 2847
- Nederlandse Thesaurus van Auteursnamen: 158490657
- RKD-Nederlands Instituut voor Kunstgeschiedenis: 73292
- Virtual International Authority File: 285097479
- WorldCat: E39PBJdmhFbdjvgwYVD7W8mjmd